# Hoyt Vandenberg
Hoyt Sanford Vandenberg (Milwaukee (Wisconsin), 24 januari 1899 – Washington D.C., 2 april 1954) was een United States Air Force generaal en oud-directeur van de CIA.
Vandenberg was kort het hoofd van de Amerikaanse militaire geheime dienst tijdens de Tweede Wereldoorlog maar daarnaast ook commandant van de Ninth Air Force, een Amerikaanse luchtmachteenheid in Engeland en Frankrijk.
De familie Vandenberg is oorspronkelijk van Nederlandse afkomst.

## Militaire loopbaan
- Cadet, United States Military Academy:
- Second Lieutenant, United States Air Force: 12 juni 1923[3]
- First Lieutenant, United States Air Force: 1928
- Captain, United States Air Force: juni 1936
- Major, United States Air Force: 1940
- Lieutenant Colonel, Air Corps (AUS): 15 november 1941[4]
- Lieutenant Colonel, United States Air Force (AUS): 24 december 1941[4]
- Colonel, United States Air Force (AUS): 27 januari 1942[4]
- Brigadier General, United States Air Force (AUS): 3 december 1942[4]
- Major General, United States Air Force (AUS): 13 maart 1944[4]
- Lieutenant General, United States Air Force (AUS): 17 maart 1945[4]
- Lieutenant Colonel, United States Air Force: 12 juni 1946[4]
- Brigadier General, United States Air Force: 22 juni 1946[4]
- Major General, United States Air Force: 1 augustus 1947[4]
- General, United States Air Force: 1 oktober 1947[4]

## Decoraties
- Command Pilot Badge
- Distinguished Service Medal (U.S. Army) met een Oak Leaf Cluster
- Silver Star
- Legioen van Verdienste
- Distinguished Flying Cross
- Bronze Star
- Air Medaille met vier Oak Leaf Clusters
- World War II Victory Medal[3]
- Amerikaanse Campagne Baton[3]
- Amerikaanse Defensie Baton[3]
- Europa-Afrika-Midden Oosten Campagne Baton[3]
- Grootlint in de Orde van de Nijl
- Grootofficier in de Leopoldsorde met Palm
- Grootofficier in de Orde van het Zuiderkruis
- Croix de guerre des théâtres d'opérations extérieures met Palm
- Ridder Grootkruis in de Orde van het Bad
- Grootkruis in de Orde van Verdienste van Adolf van Nassau
- Oorlogskruis (Luxemburg)
- Grootofficier in de Orde van Oranje-Nassau met Zwaarden
- Commandeur met ster in de Orde Polonia Restituta
- Grootkruis in de Orde van Aviz
- Ridder Grootkruis in de Militaire Orde van Italië
- Medaille voor Militaire Verdienste
- Grootlint in de Orde van de Kostbare Drievoet
- Medallia Militar de Primerera Clase
- Argentine General Staff Emblem

## Wetenswaardigheden
- Als herdenking werd in 1958 Camp Hook in Santa Barbara County, California omgedoopt tot de Vandenberg Space Force Base.